# 和水町立菊水西小学校

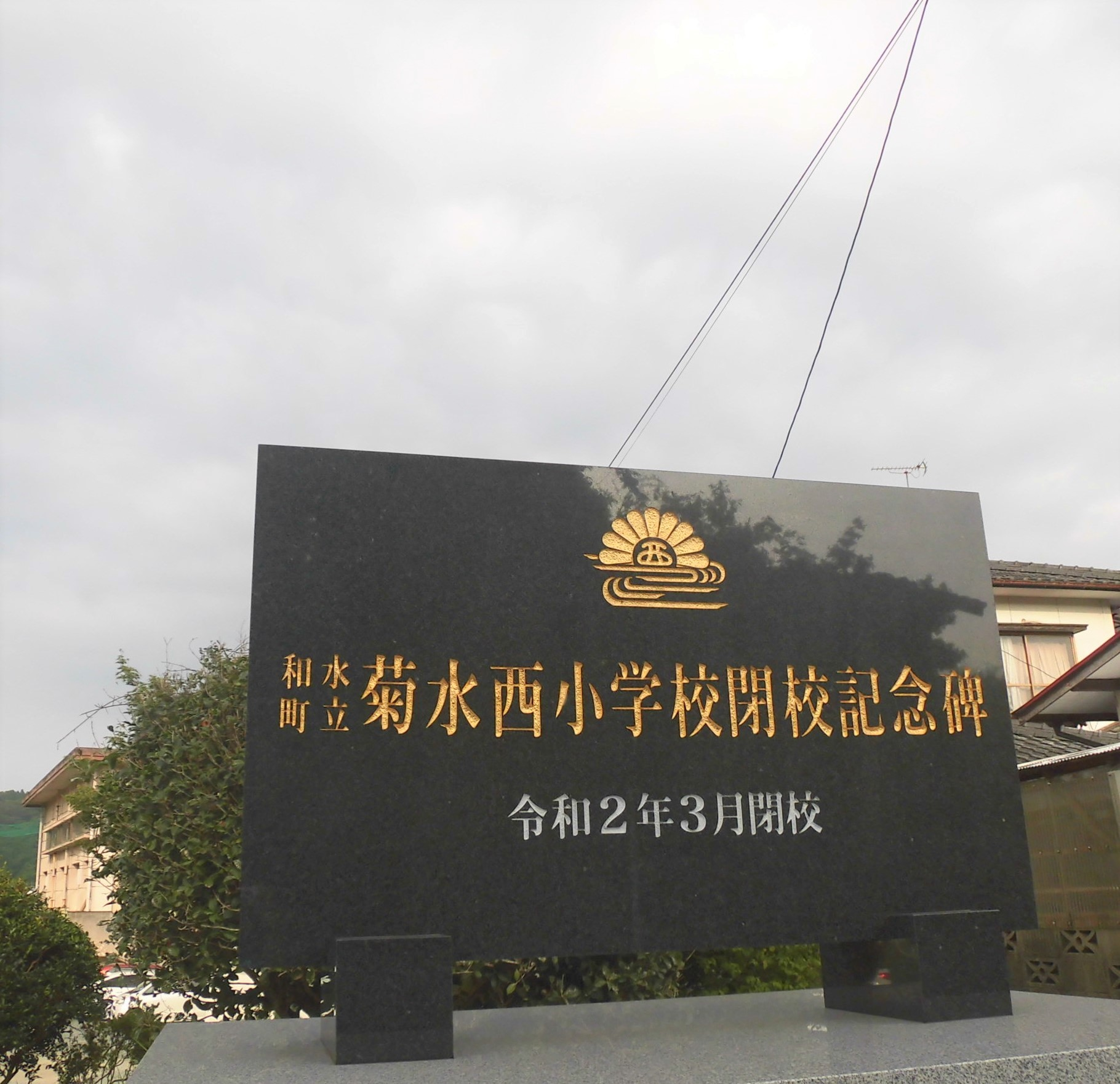
閉校記念碑

和水町立菊水西小学校（なごみちょうりつきくすいにししょうがっこう）は、かつて熊本県玉名郡和水町にあった公立の小学校。
2020年（令和2年）3月末をもって閉校し、和水町立菊水小学校に統合された。

## 概要
歴史
1874年（明治7年）および1875年（明治8年）創立の小学校3校（内田・江栗・竈門）を1907年（明治40年）に統合し、「川沿尋常高等小学校」を創立。2020年（令和2年）に閉校し、146年（統合113年）の歴史に幕を閉じた。
校訓
「かしこく、たくましく、なかよく」
校章
校名にちなみ「菊紋」と「水紋」を組み合わせたものを背景にして、中央に「西」の文字を配している。
校歌
歌詞は3番まであり、1番の歌詞中に校名の「菊水西」が登場する。

## 沿革
前史
- 1874年（明治7年） - 「長小田小学校」、「下津臣小学校」が創立。
- 1875年（明治8年） - 「江華小学校」、「内田小学校」、「久井原小学校」、「竃門小学校」が創立。
- 1886年（明治19年） - 小学校令施行により、以下のように改称。
  - 内田小学校が「尋常内田小学校」に改称。江華小学校を統合の上、「内田尋常小学校 江栗支校」（分校）とする。
  - 竃門小学校が「尋常竃門小学校」に改称。久井原小学校を統合の上、「尋常竃門小学校 長小田支校」（分校）とする。
- 1889年（明治22年）4月1日 - 町村制施行により、玉名郡5村（久井原・内田・長小田・江栗・竈門）が合併の上、「川沿村」が発足。

- 1892年（明治25年） -「内田尋常小学校」に改称。江栗分校が内田小学校から分離の上、「江栗尋常小学校」として独立。「竈門尋常小学校」に改称。

統合
- 1907年（明治40年）- 上記3校（内田・江栗・竈門）を統合の上、高等科を併置し、「川沿尋常高等小学校」（尋常科4年・高等科4年）に改称。同年12月に校舎が完成。
- 1908年（明治41年）4月 - 改正小学校令により、尋常科（義務教育年限）が4年制から6年制に改められる。従来の尋常科4年・高等科4年を「尋常科6年・高等科2年）に改める。
- 1937年（昭和12年）- 講堂が完成。
- 1941年（昭和16年）4月1日 - 国民学校令施行により、「川沿村川沿国民学校」に改称。尋常科を初等科に改める。
- 1947年（昭和22年）4月1日 - 学制改革（六・三制の実施）により、新制小学校「川沿村立川沿小学校」に改組・改称。
- 1954年（昭和29年）4月1日 - 1町（江田）および3村（花簇・川沿・東郷）が合併の上、菊水町が発足したことにより「菊水町立菊水西小学校」に改称。
- 1975年（昭和50年）- 後援会が発足。
- 1982年（昭和57年）2月 - 体育館が完成。
- 1984年（昭和59年）2月 - 校舎の増改築が完了。
- 1991年（平成3年）- 運動場を拡張。
- 2002年（平成14年）5月 - 新プールが完成。
- 2006年（平成18年）3月1日 - 「和水町立菊水西小学校」（最終名）に改称。
- 2008年（平成20年）4月 - 和水町立全小学校で2学期制を開始。
- 2020年（令和2年）
  - 3月31日 - 閉校。
  - 4月1日 - 和水町立小学校4校（菊水中央・菊水西・菊水東・菊水南）が統合の上、和水町立菊水小学校が開校（旧・菊水中央小の校地・校舎を継承）。

## 交通アクセス
最寄りの幹線道路
- 熊本県道6号玉名立花線
- 九州縦貫自動車道（高速道路）「菊水IC」

## 周辺
- 菊池川
- 長小田住吉神社（志賀宮）
- 久井原阿蘇神社
- 永泉寺跡
- 内田城跡

## 著名な出身者
- 廣田彩花（バドミントン選手）